# Kontroludvalget vedrørende Politiets og Forsvarets Efterretningstjenester
 Ikke at forveksle med Folketingets kontroludvalg og Udvalget vedrørende Politiets og Forsvarets Efterretningstjenester.
Kontroludvalget vedrørende Politiets og Forsvarets Efterretningstjenester, det såkaldte Wamberg-udvalg, var et udvalg der blev nedsat 8. juni 1964 af den danske regering og fik til opgave at føre tilsyn og kontrol med Politiets Efterretningstjenestes registrering og videregivelse af personoplysninger. Udvalgets kaldenavn skyldes dets første formand, amtmand A.M. Wamberg.
I 1978 blev også Forsvarets Efterretningstjeneste lagt ind under udvalgets tilsyn, og i 1996 blev kontrollen med registreringen af herboende udlændinge lagt over til udvalget. Udvalget består af en formand og tre øvrige medlemmer, der alle udpeges af justitsministeren.
Udvalget blev nedlagt den 31. december 2013 og blev afløst af Tilsynet med Efterretningstjenesterne (forkortet TET) da det blev oprettet den 1. januar 2014.

## Medlemmer
Udvalget havde ved nedlæggelsen følgende medlemmer: 
- Advokat Oluf Engell (formand)
- Overarkivar Hans Christian Bjerg
- Fhv. forlagsdirektør Kurt Christian Fromberg
- Stiftamtmand Bente Flindt Sørensen